# Neoserica bombycina
Neoserica bombycina är en skalbaggsart som beskrevs av Karsch 1882. Neoserica bombycina ingår i släktet Neoserica och familjen Melolonthidae. Inga underarter finns listade i Catalogue of Life.